# Tratado de Aliança (1778)
O Tratado da Aliança (francês: traité d'alliance (1778)), também conhecido como Tratado Franco-Americano, foi uma aliança defensiva entre o Reino da França e os Estados Unidos da América formada em meio à Guerra Revolucionária Americana com a Grã-Bretanha. Foi assinado pelos delegados do rei Luís XVI e do Segundo Congresso Continental em Paris em 6 de fevereiro de 1778, juntamente com o Tratado de Amizade e Comércio e uma cláusula secreta que prevê a entrada de outros aliados europeus; em conjunto, estes instrumentos são por vezes conhecidos como a Aliança Franco-Americana ou os Tratados de Aliança. Os acordos marcaram a entrada oficial dos Estados Unidos no cenário mundial e formalizaram o reconhecimento e apoio francês à independência dos EUA que seria decisiva para a vitória da América.
O Tratado da Aliança foi assinado imediatamente após o Tratado de Amizade e Comércio, no qual a França foi a primeira nação a reconhecer formalmente os EUA como nação soberana; este tratado também estabeleceu direitos comerciais e de navegação mútuos entre as duas nações, em desafio direto aos Atos Britânicos de Comércio e Navegação, que restringiam o acesso americano a mercados estrangeiros. Na contemplação de que esses laços comerciais e diplomáticos resultariam em hostilidades entre a França e a Grã-Bretanha, o Tratado da Aliança garantiu o apoio militar francês exatamente em tal evento. Também proibiu qualquer nação de fazer uma paz separada com a Grã-Bretanha e foi contemplado como um pacto defensivo permanente.
A negociação bem-sucedida do Tratado da Aliança e seus acordos irmãos é considerada o "sucesso diplomático mais importante dos colonos", uma vez que ajudou a garantir ajuda vital na guerra com a Grã-Bretanha;  os tratados foram imediatamente seguidos por um substancial apoio material, militar e financeiro à causa americana. Alguns historiadores consideram a assinatura do Tratado da Aliança como marcando o reconhecimento de jure da América como uma nação independente. Apesar de sua importância, complicações subsequentes com o Tratado da Aliança levaram à sua anulação na virada do século XIX, com os Estados Unidos evitando alianças militares formais até a Segunda Guerra Mundial.

## Termos e disposições
O Tratado da Aliança era, na verdade, uma apólice de seguro para a França, que garantia o apoio dos Estados Unidos se a Grã-Bretanha quebrasse a paz que tinha com os franceses "por hostilidades diretas ou (impedindo) seu comércio e navegação" como resultado da assinatura do Tratado de Amizade e Comércio. O tratado observou os termos e condições da aliança militar, estabeleceu requisitos para a assinatura de futuros tratados de paz para encerrar as hostilidades com os britânicos e previa que outras nações, nomeadamente a Espanha, se juntassem como aliadas.

### Artigos 1–4: Termos da aliança
Os primeiros artigos do tratado estabelecem uma aliança geral entre as duas nações. Os artigos 1-3 estipulam que, no caso de uma guerra entre a França e a Grã-Bretanha durante as contínuas hostilidades da Guerra Revolucionária Americana, uma aliança militar seria formada entre a França e os Estados Unidos, que combinaria cada força militar e esforços para o objetivo direto de manter a "liberdade, Soberania e independência absoluta e ilimitada dos referidos Estados Unidos, tanto em Assuntos de Governo como de comércio". O Artigo 4 estipula ainda que a aliança continuaria para "qualquer empresa em particular" indefinidamente no futuro.

### Artigos 5–9: Termos e condições dos tratados de paz com a Inglaterra
Esta parte do tratado divide preventivamente quaisquer terras obtidas da Grã-Bretanha por campanhas militares bem-sucedidas ou concessões feitas pela Grã-Bretanha em tratados de paz para encerrar as hostilidades com as nações signatárias. Os Estados Unidos tinham efetivamente garantido o controle de qualquer terra que pudesse adquirir na América do Norte, além das ilhas de St. Pierre e Miquelon, que a França manteve posse após a Guerra dos Sete Anos, e Bermudas desde que o rei Luís XVI da França renunciou "para sempre a posse das Ilhas Bermudas, bem como de qualquer parte do continente da América do Norte que antes do tratado de Paris em 1763, ou em virtude desse Tratado, foram reconhecidos como pertencentes à Coroa da Grã-Bretanha, ou aos Estados Unidos até então chamados de Colônias Britânicas, ou que estão neste momento ou estiveram recentemente sob o poder do Rei e da Coroa da Grã-Bretanha". Em troca, o rei foi garantido "qualquer uma das ilhas situadas no Golfo do México, ou perto daquele Golfo" de que a França poderia tomar posse. Cláusulas adicionais asseguravam que nem a França nem os Estados Unidos procurariam fazer quaisquer reivindicações adicionais de compensação por seus serviços durante o conflito e que nenhum dos lados cessaria de lutar ou assinar um tratado de paz com a Grã-Bretanha sem o consentimento da outra nação e garantias de que o a independência dos Estados Unidos seria reconhecida pela Grã-Bretanha.

### Artigo 10: Convite aberto a outras nações
O artigo 10 do tratado, embora em grande parte dirigido à Espanha, convidava quaisquer outras nações "que possam ter sofrido danos da Inglaterra" a negociar os termos e condições para ingressar na aliança.

### Artigo 11: Compromisso de honrar as reivindicações de terras
O Artigo 11 prometia honrar as reivindicações de terras de ambas as nações para sempre no futuro, com os Estados Unidos garantindo total apoio às atuais reivindicações de terras da França e quaisquer terras adquiridas durante a guerra contra todas as outras nações e a França, por sua vez, prometeu apoio ao reivindicações de terras americanas e garantidas para ajudar a preservar a "liberdade, soberania e independência absolutas e ilimitadas do país, tanto em questões de governo quanto em comércio".

### Artigo 12–13: Datas efetivas do tratado, ratificação e assinatura de delegados
O Artigo 12 estabelece o acordo como um tratado condicional que só entraria em vigor após uma declaração de guerra entre a França e a Grã-Bretanha, e tornou a terra e as garantias diplomáticas estabelecidas no tratado dependentes da conclusão da Guerra Revolucionária Americana e de uma paz tratado que estabelece formalmente as posses de terra de cada nação.